# Озон на силикагеле
Озон на силикагеле — окисляющий реагент в органическом синтезе, получаемый насыщением силикагеля озоном при низкой температуре. Находит применение в окислении С-Н-связей, а также различных богатых электронами функциональных групп.

## Общая методика
Озон получают в лаборатории пропусканием сухого кислорода или воздуха между электродами, присоединёнными к источнику переменного тока с высоким напряжением. В качестве носителя используют силикагель 60 (меш 70-230). Его предварительно высушивают и наносят на него органический субстрат прямым смешиванием или суспендированием силикагеля в растворе субстрата с последующим удалением растворителя. Затем через силикагель пропускают поток озона при −78 °С до приобретения им тёмно-голубой окраски. При необходимости насыщение озоном и отогревание до комнатной температуры повторяют несколько раз. Превращённый субстрат затем смывают с силикагеля каким-либо растворителем.
Подобная процедура позволяет достичь более высокой концентрации озона, чем при озонировании в жидкой фазе, и воздействовать на субстраты, которые обычно трудно поддаются озонированию. Также «сухое озонирование» позволяет избежать побочных процессов со стороны растворителя.

## Применение

### Окисление алканов
Система озон — силикагель применяется для введения гидроксильной группы в третичные положения насыщенных циклических углеводородов. Она позволила получить более высокий выход третичных спиртов, чем озонолиз в растворе или обработка хромовой кислотой. Ациклические субстраты, в отличие от циклических, претерпевают разрыв С-С-связей и дают высокий процент кетонов. Часто реакционным центром окисления становится место, удалённое от места связывания соединения с силикагелем.
Низкотемпературное окисление алканов озоном на силикагеле позволяет получить соответствующие гидротриоксиды.

### Окисление алкенов
При использовании сухого силикагеля алкены эффективно превращаются в озониды, тогда как при использовании влажного или невысушенного силикагеля образуется смесь альдегидов, кетонов и карбоновых кислот. При этом необходимость в окислительном или восстановительном разложении озонида отпадает: продукты просто смывают с силикагеля в уже готовом виде. Сухое озонирование позволяет проводить озонолиз тех алкенов, которые в обычных условиях в озонолиз не вступают.
Озонирование на силикагеле позволяет также гидроксилиировать алкены, но для этого более реакционноспособную двойную связь приходится сначала блокировать бромированием. После озонирования её возвращают в молекулу, обрабатывая дибромид цинком.

### Окисление первичных аминов
Амины под действием данной системы окисляются до соответствующих нитросоединений. Выход повышен благодаря тому, что не используется растворитель, который в противном случае взаимодействовал бы с промежуточными продуктами окисления и давал побочные продукты.

### Окисление ароматических систем
Бензольные кольца расщепляются озоном до карбоновых кислот, хотя для этого часто требуется несколько циклов насыщения озоном и отогревания.